# Province de Nakhon Champassak
La province de Nakhon Champassak (également orthographié Nakorn Champassak ; thaï : นครจัมปาศักดิ์ ; RTGS : Nakhon Champasak) est une ancienne province de Thaïlande créée en 1941 à la suite de l'annexion des territoires de l'Indochine française. La province a été dissoute et redonnée à la France en 1946.

## Histoire
Nakhon Champassak était l'une des provinces créées à la suite de la guerre franco-thaïlandaise lorsque la France vichyste accepta de céder la province de Meluprey et Thala Barivat au Cambodge et la partie cis-Mékong de la province de Champassak du Laos à la Thaïlande. Les deux sections ont été fusionnées pour former la province de Nakhon Champassak. Après la fin de la Seconde Guerre mondiale avec la victoire des Alliés, l'administration d'après-guerre en France menaça de bloquer l'admission de la Thaïlande alignée sur l'Axe dans l'ONU nouvellement formée. Finalement, en 1946, cette province fut dissoute et redonnée à la France.

## Divisions administratives
Nakhon Champassak était divisé en cinq districts (amphoe) et un district mineur (king amphoe). La liste ci-dessous présente les districts de la province. Celui en italique est un quartier mineur.
|   | Nom                      | thaïlandais         |
| - | ------------------------ | ------------------- |
| 1 | Mueang Nakhon Champassak | เมือง นคร จั ม ปา ศักดิ์ |
| 2 | Wanwaithayakon           | วรรณ ไว ท ยาก ร     |
| 3 | Tharatboriwat            | ธารา บ ริ วัตร        |
| 4 | Manophrai                | มะ โน ไพร           |
| 5 | Chom Krasan              | จอม กระสา น ต์       |
| 6 | Phon Thong               | โพนทอง              |